# Калюмет (Вісконсин)
Калюмет (англ. Calumet) — місто (англ. town) в США, в окрузі Фон-дю-Лак штату Вісконсин. Населення — 1412 особи (2020).

## Демографія
Згідно з переписом 2010 року, у місті мешкало 1470 осіб у 603 домогосподарствах у складі 448 родин. Було 820 помешкань
Расовий склад населення:
| - 98,1 % — білих - 0,4 % — азіатів - 0,3 % — корінних американців - 0,3 % — чорних або афроамериканців |

До двох чи більше рас належало 0,7 %. Частка іспаномовних становила 2,7 % від усіх жителів.
За віковим діапазоном населення розподілялося таким чином: 19,8 % — особи молодші 18 років, 62,0 % — особи у віці 18—64 років, 18,2 % — особи у віці 65 років та старші. Медіана віку мешканця становила 45,6 року. На 100 осіб жіночої статі у місті припадало 107,6 чоловіків;  на 100 жінок у віці від 18 років та старших — 109,0 чоловіків також старших 18 років.
Середній дохід на одне домашнє господарство  становив 86 515 доларів США (медіана — 64 853), а середній дохід на одну сім'ю — 97 925 доларів (медіана — 73 839). Медіана доходів становила 47 461 долар для чоловіків та 35 197 доларів для жінок. За межею бідності перебувало 9,1 % осіб, у тому числі 10,0 % дітей у віці до 18 років та 10,3 % осіб у віці 65 років та старших.
Цивільне працевлаштоване населення становило 815 осіб. Основні галузі зайнятості: освіта, охорона здоров'я та соціальна допомога — 22,7 %, сільське господарство, лісництво, риболовля — 17,9 %, виробництво — 16,6 %.